# Liste der Torschützenkönige der Fußball-Bundesliga

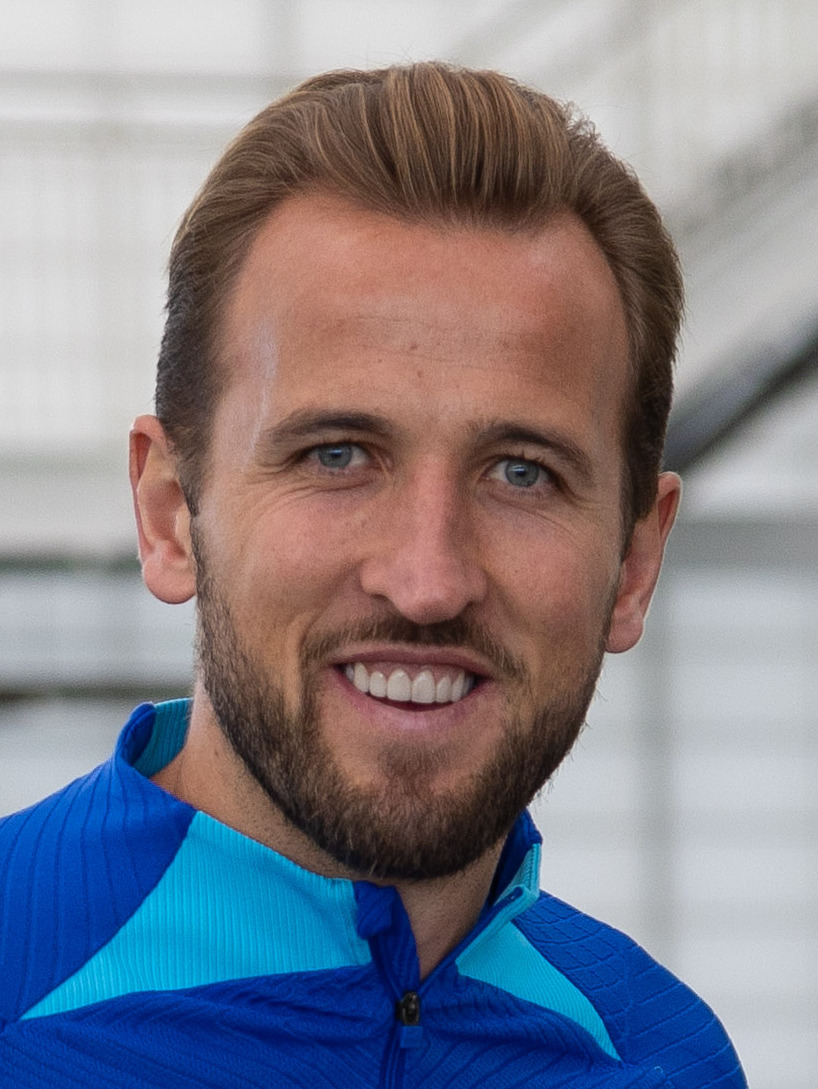
Harry Kane, aktueller Torschützenkönig

Diese Liste führt alle Torschützenkönige der Fußball-Bundesliga seit deren Gründung zur Saison 1963/64 auf. Im weiteren Teil werden die erfolgreichsten Spieler und erfolgreichsten Vereine genannt. Torschützenkönig ist derjenige Spieler, der im Verlauf einer Bundesligasaison die meisten Tore erzielt. Seit der Saison 1965/66 wird der Torschützenkönig vom Kicker-Sportmagazin mit der Torjägerkanone ausgezeichnet. In den bislang 61 Spielzeiten der Fußball-Bundesliga wurden insgesamt 48 verschiedene Spieler Torschützenkönig. Sie erzielten dabei im Schnitt 25 Tore. Amtierender Torschützenkönig ist Harry Kane vom FC Bayern München.
Rekord-Torschützenkönig ist Robert Lewandowski mit 41 Toren aus der Saison 2020/21. Besonders bemerkenswert ist, dass er in dieser Saison nur 29 Spiele gespielt hatte. Robert Lewandowski und Gerd Müller wurden insgesamt sieben Mal Torschützenkönige und damit am häufigsten. Zudem hält Lewandowski mit fünf aufeinanderfolgenden Spielzeiten den Rekord für die längste Serie als Torschützenkönig. Erster ausländischer Torschützenkönig war 1990 der Norweger Jørn Andersen. Die ältesten Torschützenkönige waren 2002 Martin Max und 2022 Robert Lewandowski mit 33 Jahren, während Gerd Müller 1967 mit 21 Jahren der jüngste war. Insgesamt elf Mal teilten sich zwei Spieler den Titel. Erfolgreichster Verein ist der FC Bayern München, der insgesamt 22 Mal den Torschützenkönig stellte. 22 Mal stammte der Torschützenkönig der Bundesliga aus der Meistermannschaft.
In fast allen Spielzeiten bestand die Bundesliga aus 18 Mannschaften, die jeweils 34 Saisonspiele austrugen. Nur in den ersten beiden waren es 16 Mannschaften mit 30 Spieltagen, und 1991/92 spielten im Zuge der deutschen Wiedervereinigung 20 Mannschaften, die jeweils 38 Spiele absolvierten.

## Liste

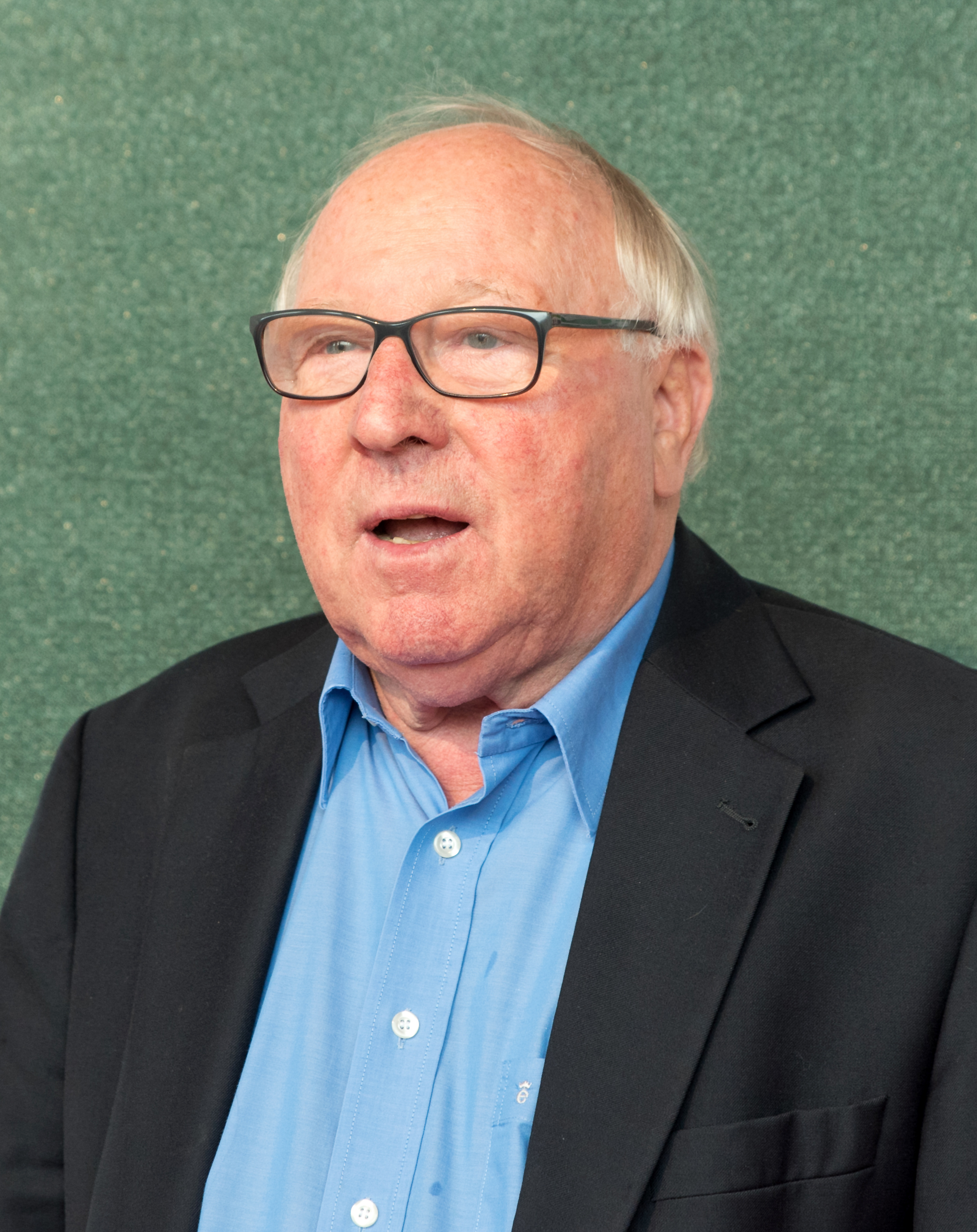
Uwe Seeler, erster Torschützenkönig (2006)

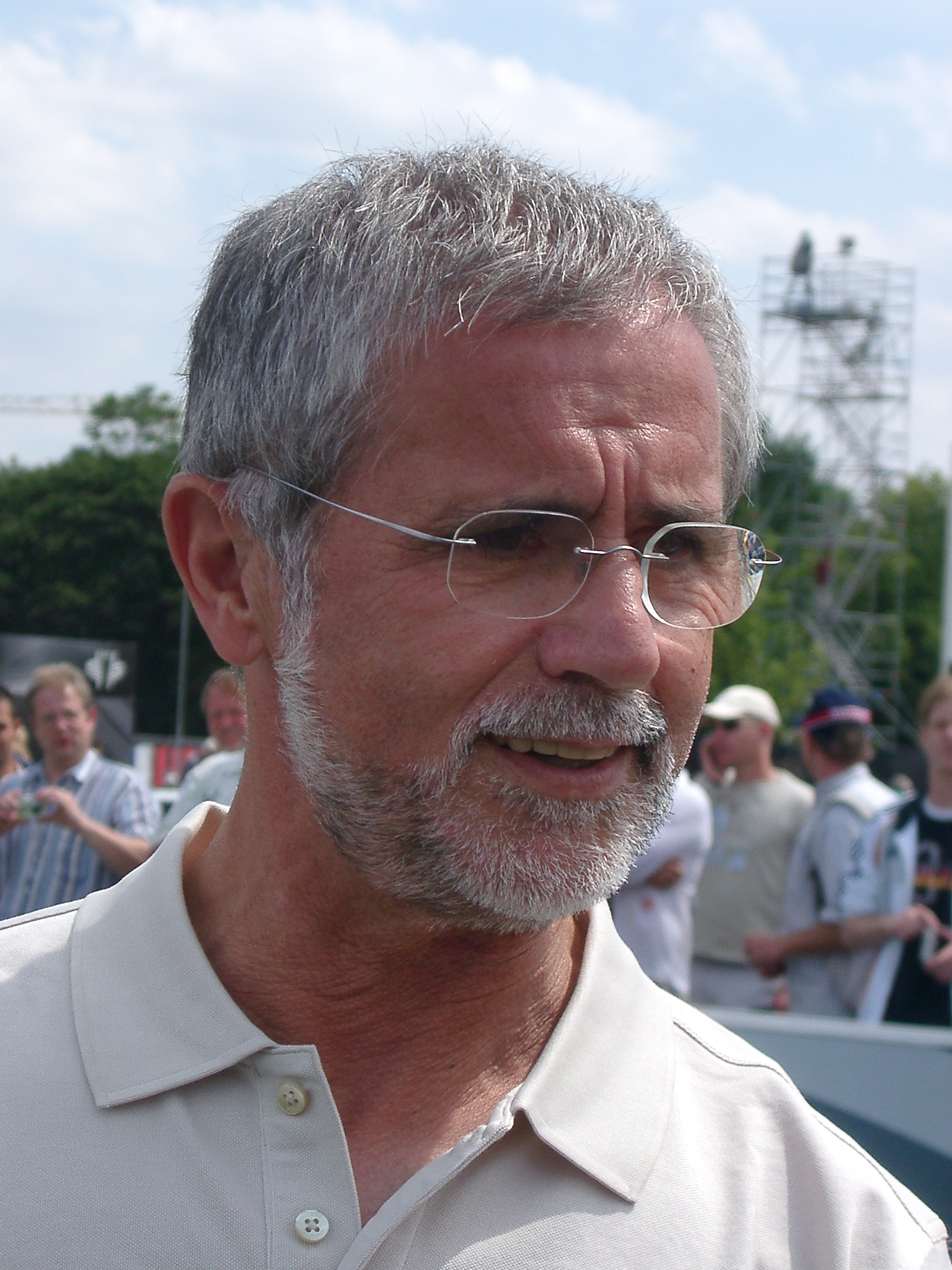
Gerd Müller, siebenmaliger und jüngster Torschützenkönig (2006)

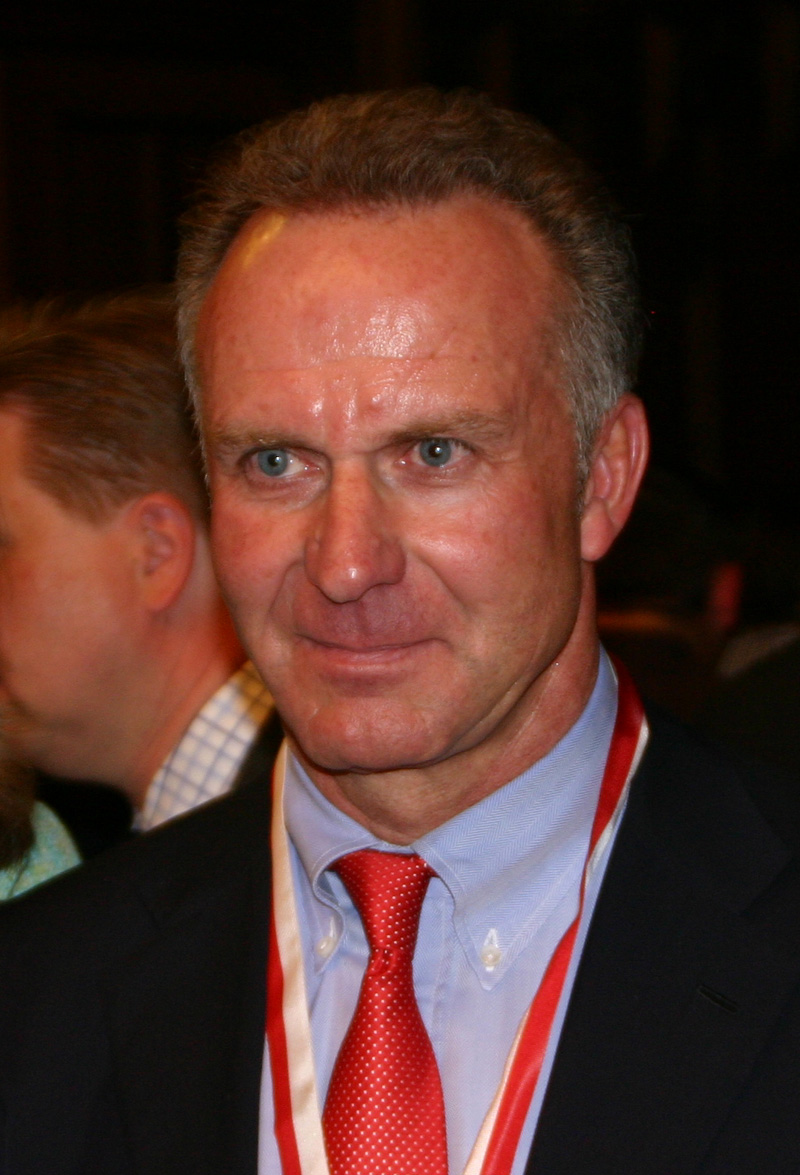
Karl-Heinz Rummenigge, dreimaliger Torschützenkönig (2008)

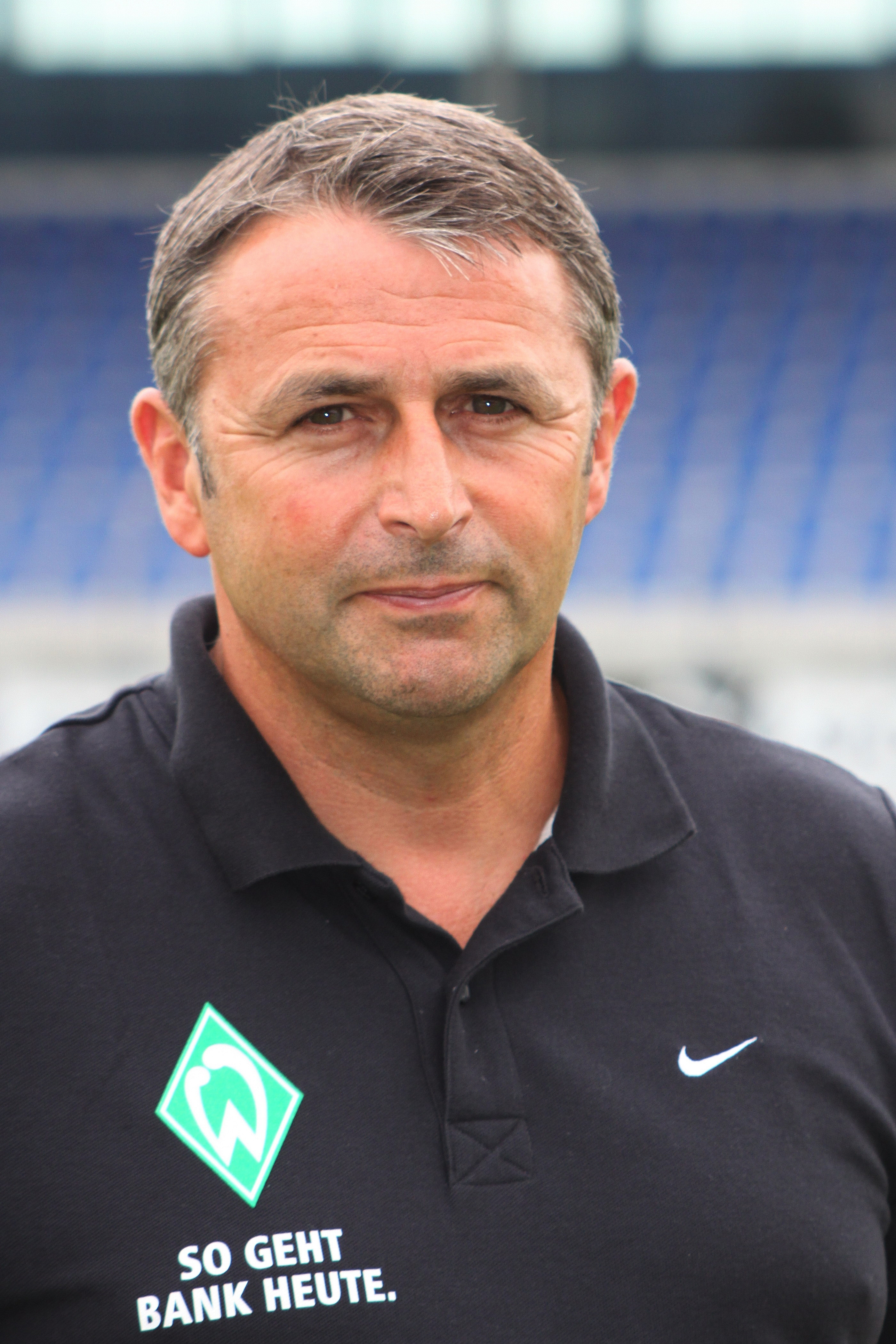
Klaus Allofs, zweimaliger Torschützenkönig und der erste, der die Auszeichnung bei zwei verschiedenen Vereinen erhielt (2009)

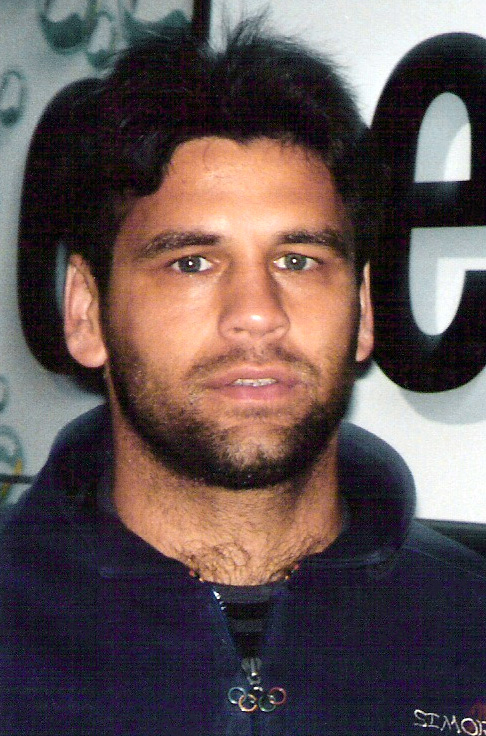
Ulf Kirsten, dreimaliger Torschützenkönig und der einzige, der auch in der DDR-Oberliga spielte (ca. 1997)

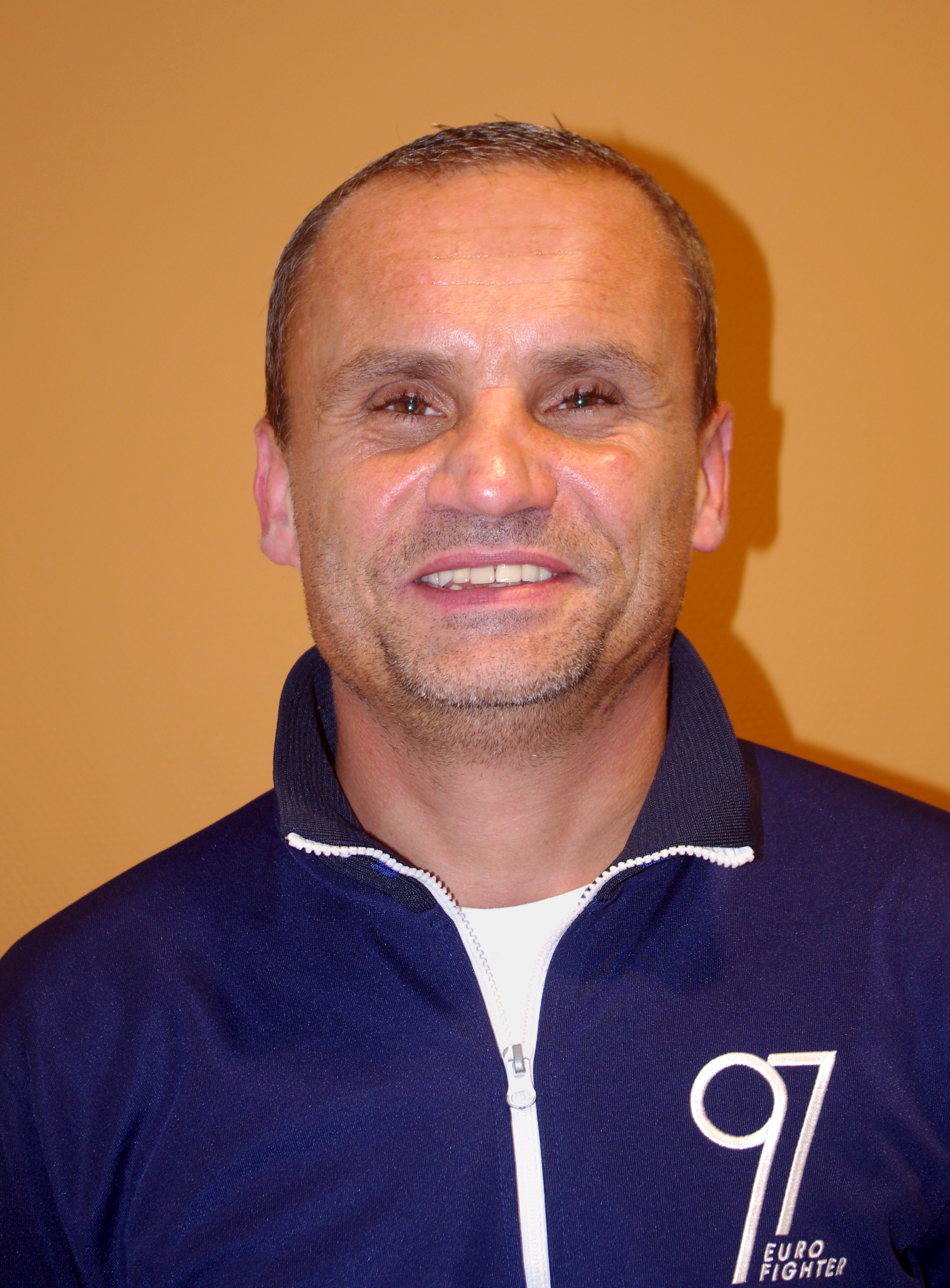
Martin Max, zweimaliger und ältester Torschützenkönig (1996)

| Saison | Spieler 1                 | Verein                   | Tore 2 | Alter 3 |
| --- | ------------------------- | ------------------------ | ------ | ------- |
| 1963/64 | Uwe Seeler                | Hamburger SV             | 30     | 28      |
| 1964/65 | Rudolf Brunnenmeier       | TSV 1860 München         | 24     | 24      |
| 1965/66 | Lothar Emmerich           | Borussia Dortmund        | 31     | 24      |
| 1966/67 | Lothar Emmerich           | Borussia Dortmund        | 28     | 25      |
| 1966/67 | Gerd Müller               | FC Bayern München        | 28     | 21      |
| 1967/68 | Hannes Löhr               | 1. FC Köln               | 27     | 25      |
| 1968/69 | Gerd Müller               | FC Bayern München        | 30     | 23      |
| 1969/70 | Gerd Müller               | FC Bayern München        | 38     | 24      |
| 1970/71 | Lothar Kobluhn            | Rot-Weiß Oberhausen      | 24     | 28      |
| 1971/72 | Gerd Müller               | FC Bayern München        | 40     | 26      |
| 1972/73 | Gerd Müller               | FC Bayern München        | 36     | 27      |
| 1973/74 | Jupp Heynckes             | Borussia Mönchengladbach | 30     | 29      |
| 1973/74 | Gerd Müller               | FC Bayern München        | 30     | 28      |
| 1974/75 | Jupp Heynckes             | Borussia Mönchengladbach | 27     | 30      |
| 1975/76 | Klaus Fischer             | FC Schalke 04            | 29     | 26      |
| 1976/77 | Dieter Müller             | 1. FC Köln               | 34     | 23      |
| 1977/78 | Dieter Müller             | 1. FC Köln               | 24     | 24      |
| 1977/78 | Gerd Müller               | FC Bayern München        | 24     | 32      |
| 1978/79 | Klaus Allofs              | Fortuna Düsseldorf       | 22     | 22      |
| 1979/80 | Karl-Heinz Rummenigge     | FC Bayern München        | 26     | 24      |
| 1980/81 | Karl-Heinz Rummenigge     | FC Bayern München        | 29     | 25      |
| 1981/82 | Horst Hrubesch            | Hamburger SV             | 27     | 31      |
| 1982/83 | Rudi Völler               | Werder Bremen            | 23     | 23      |
| 1983/84 | Karl-Heinz Rummenigge     | FC Bayern München        | 26     | 28      |
| 1984/85 | Klaus Allofs              | 1. FC Köln               | 26     | 28      |
| 1985/86 | Stefan Kuntz              | VfL Bochum               | 22     | 23      |
| 1986/87 | Uwe Rahn                  | Borussia Mönchengladbach | 24     | 25      |
| 1987/88 | Jürgen Klinsmann          | VfB Stuttgart            | 19     | 24      |
| 1988/89 | Thomas Allofs             | 1. FC Köln               | 17     | 29      |
| 1988/89 | Roland Wohlfarth          | FC Bayern München        | 17     | 26      |
| 1989/90 | Jørn Andersen             | Eintracht Frankfurt      | 18     | 27      |
| 1990/91 | Roland Wohlfarth          | FC Bayern München        | 21     | 28      |
| 1991/92 | Fritz Walter              | VfB Stuttgart            | 22     | 31      |
| 1992/93 | Ulf Kirsten               | Bayer 04 Leverkusen      | 20     | 27      |
| 1992/93 | Anthony Yeboah            | Eintracht Frankfurt      | 20     | 27      |
| 1993/94 | Stefan Kuntz              | 1. FC Kaiserslautern     | 18     | 31      |
| 1993/94 | Anthony Yeboah            | Eintracht Frankfurt      | 18     | 28      |
| 1994/95 | Mario Basler              | Werder Bremen            | 20     | 26      |
| 1994/95 | Heiko Herrlich            | Borussia Mönchengladbach | 20     | 23      |
| 1995/96 | Fredi Bobic               | VfB Stuttgart            | 17     | 24      |
| 1996/97 | Ulf Kirsten               | Bayer 04 Leverkusen      | 22     | 31      |
| 1997/98 | Ulf Kirsten               | Bayer 04 Leverkusen      | 22     | 32      |
| 1998/99 | Michael Preetz            | Hertha BSC               | 23     | 31      |
| 1999/00 | Martin Max                | TSV 1860 München         | 19     | 31      |
| 2000/01 | Sergej Barbarez           | Hamburger SV             | 22     | 29      |
| 2000/01 | Ebbe Sand                 | FC Schalke 04            | 22     | 28      |
| 2001/02 | Márcio Amoroso            | Borussia Dortmund        | 18     | 27      |
| 2001/02 | Martin Max                | TSV 1860 München         | 18     | 33      |
| 2002/03 | Thomas Christiansen       | VfL Bochum               | 21     | 30      |
| 2002/03 | Giovane Élber             | FC Bayern München        | 21     | 30      |
| 2003/04 | Aílton                    | Werder Bremen            | 28     | 30      |
| 2004/05 | Marek Mintál              | 1. FC Nürnberg           | 24     | 27      |
| 2005/06 | Miroslav Klose            | Werder Bremen            | 25     | 28      |
| 2006/07 | Theofanis Gekas           | VfL Bochum               | 20     | 27      |
| 2007/08 | Luca Toni                 | FC Bayern München        | 24     | 31      |
| 2008/09 | Grafite                   | VfL Wolfsburg            | 28     | 30      |
| 2009/10 | Edin Džeko                | VfL Wolfsburg            | 22     | 24      |
| 2010/11 | Mario Gómez               | FC Bayern München        | 28     | 25      |
| 2011/12 | Klaas-Jan Huntelaar       | FC Schalke 04            | 29     | 28      |
| 2012/13 | Stefan Kießling           | Bayer 04 Leverkusen      | 25     | 29      |
| 2013/14 | Robert Lewandowski        | Borussia Dortmund        | 20     | 25      |
| 2014/15 | Alex Meier                | Eintracht Frankfurt      | 19     | 32      |
| 2015/16 | Robert Lewandowski        | FC Bayern München        | 30     | 27      |
| 2016/17 | Pierre-Emerick Aubameyang | Borussia Dortmund        | 31     | 27      |
| 2017/18 | Robert Lewandowski        | FC Bayern München        | 29     | 29      |
| 2018/19 | Robert Lewandowski        | FC Bayern München        | 22     | 30      |
| 2019/20 | Robert Lewandowski        | FC Bayern München        | 34     | 31      |
| 2020/21 | Robert Lewandowski        | FC Bayern München        | 41     | 32      |
| 2021/22 | Robert Lewandowski        | FC Bayern München        | 35     | 33      |
| 2022/23 | Niclas Füllkrug           | Werder Bremen            | 16     | 30      |
| 2022/23 | Christopher Nkunku        | RB Leipzig               | 16     | 25      |
| 2023/24 | Harry Kane                | FC Bayern München        | 36     | 30      |
| 2024/25 | Harry Kane                | FC Bayern München        | 26     | 31      |
| |                           |                          |        |         |
| 1 Fett geschriebene Spielernamen kennzeichnen Spieler, die noch in der 1. Bundesliga aktiv sind, kursiv geschrieben sind weitere noch aktive Spieler 2 Fett geschriebene Zahlen kennzeichnen den Gewinn des Goldenen Schuhs als bester Torjäger Europas 3 Stichtag ist jeweils der 30. Juni Fußballer des Jahres Fußballer des Jahres in seinem Land Deutscher Meister Rekordmarken |                           |                          |        |         |

## Ranglisten
| Rang | Spieler               | Titel | Jahre                                    |
| ---- | --------------------- | ----- | ---------------------------------------- |
| 1    | Robert Lewandowski    | 7     | 2014, 2016, 2018, 2019, 2020, 2021, 2022 |
| 1    | Gerd Müller           | 7     | 1967, 1969, 1970, 1972, 1973, 1974, 1978 |
| 3    | Ulf Kirsten           | 3     | 1993, 1997, 1998                         |
| 3    | Karl-Heinz Rummenigge | 3     | 1980, 1981, 1984                         |
| 5    | Klaus Allofs          | 2     | 1979, 1985                               |
| 5    | Lothar Emmerich       | 2     | 1966, 1967                               |
| 5    | Jupp Heynckes         | 2     | 1974, 1975                               |
| 5    | Harry Kane            | 2     | 2024, 2025                               |
| 5    | Stefan Kuntz          | 2     | 1986, 1994                               |
| 5    | Martin Max            | 2     | 2000, 2002                               |
| 5    | Dieter Müller         | 2     | 1977, 1978                               |
| 5    | Roland Wohlfarth      | 2     | 1989, 1991                               |
| 5    | Anthony Yeboah        | 2     | 1993, 1994                               |

| Rang | Verein                   | Titel |
| ---- | ------------------------ | ----- |
| 1    | FC Bayern München        | 230   |
| 2    | 1. FC Köln               | 5     |
| 2    | Borussia Dortmund        | 5     |
| 2    | Werder Bremen            | 5     |
| 5    | Borussia Mönchengladbach | 4     |
| 5    | Bayer 04 Leverkusen      | 4     |
| 5    | Eintracht Frankfurt      | 4     |
| 8    | VfL Bochum               | 3     |
| 8    | Hamburger SV             | 3     |
| 8    | TSV 1860 München         | 3     |
| 8    | FC Schalke 04            | 3     |
| 8    | VfB Stuttgart            | 3     |
| 13   | VfL Wolfsburg            | 2     |

| Rang | Land                    | Titel | Spieler |
| ---- | ----------------------- | ----- | ------- |
| 1    | Deutschland             | 470   | 300     |
| 2    | Polen                   | 7     | 1       |
| 3    | Brasilien               | 4     | 4       |
| 4    | Bosnien und Herzegowina | 2     | 2       |
| 4    | England                 | 2     | 1       |
| 4    | Ghana                   | 2     | 1       |
| 7    | Dänemark                | 1     | 1       |
| 7    | Frankreich              | 1     | 1       |
| 7    | Gabun                   | 1     | 1       |
| 7    | Griechenland            | 1     | 1       |
| 7    | Italien                 | 1     | 1       |
| 7    | Niederlande             | 1     | 1       |
| 7    | Norwegen                | 1     | 1       |
| 7    | Slowakei                | 1     | 1       |
| 7    | Spanien                 | 1     | 1       |

## Besonderheiten
- Klaus Allofs, Stefan Kuntz und Robert Lewandowski wurden bei zwei verschiedenen Vereinen Torschützenkönig.
- Klaus und Thomas Allofs sind das bislang einzige Brüderpaar, bei dem jeder der beiden mindestens einmal Torschützenkönig wurde.
- Rudi Völler und Marek Mintál wurden zudem als amtierender Torschützenkönig der 2. Bundesliga (1982 bzw. 2004)[7] im folgenden Jahr Torschützenkönig der 1. Liga (1983 bzw. 2005), Mintál sogar mit dem gleichen Verein. Ferner waren Horst Hrubesch, Michael Preetz, Roland Wohlfarth und Alex Meier Torschützenkönig der 2. und später der 1. Liga. Lothar Emmerich und Fritz Walter wurden umgekehrt zuerst in der 1. und später in der 2. Liga Torschützenkönig. Mintál wurde zudem 2008/09 erneut Torschützenkönig der 2. Liga.
- Gerd Müller (1970) und Miroslav Klose (2006) wurden im selben Jahr Bundesliga- und WM-Torschützenkönig,[8] Gerd Müller zudem 1972 Bundesliga- und EM-Torschützenkönig.
- Manfred Burgsmüller und Claudio Pizarro sind von den zehn erfolgreichsten Torschützen der Fußball-Bundesliga die einzigen Spieler, die nie Torschützenkönig wurden.
- Neun Mal konnte der beste Torjäger der Saison im Schnitt mindestens ein Tor pro Spiel erzielen – Gerd Müller und Robert Lewandowski gelang das drei Mal, Uwe Seeler zwei sowie Dieter Müller, Grafite und Harry Kane je ein Mal.
- Die längste Karriere als Torschützenkönig hatte Gerd Müller: Zwischen seiner ersten (1967) und seiner letzten ‚Torjägerkrone‘ (1978) liegen elf Jahre; zudem musste er sich dreimal (1967, 1974, 1978) den ersten Platz mit einem anderen Spieler teilen.
- Anthony Yeboah (Eintracht Frankfurt) ist der Torschützenkönig mit den wenigsten Spielen in der betreffenden Saison (1993/94). Kein anderer Spieler wurde mit nur 22 Einsätzen in einer Saison Torschützenkönig.
- Rudolf Brunnenmeier und Uwe Seeler sind die einzigen Spieler, die sowohl in der Bundesliga als auch zuvor in einer der Oberligen Torschützenkönig wurden.
- Neun Spieler wurden zuvor Torschützenkönig in der höchsten Spielklasse eines anderen Landes:
  - Giovane Élber (1994/Schweiz)[9]
  - Ebbe Sand (1998/Dänemark)[10]
  - Marcio Amoroso (1993/Japan, 1994/Brasilien,[11] 1999/Italien[12])
  - Marek Mintál (2002 und 2003/Slowakei)[13]
  - Theofanis Gekas (2005/Griechenland)[14]
  - Luca Toni (2006/Italien)[12]
  - Klaas-Jan Huntelaar (2006 und 2008/Niederlande)
  - Robert Lewandowski (2010/Polen)
  - Harry Kane (2016, 2017 und 2021/England)
- Sieben Spieler wurden nach ihrem Erfolg in der Bundesliga auch Torschützenkönig in der höchsten Spielklasse eines weiteren Landes:
  - Lothar Emmerich (1970/Belgien)[15]
  - Karl-Heinz Rummenigge (1989/Schweiz)[9]
  - Luca Toni (2015/Italien)
  - Mario Gómez (2016/Türkei)[16]
  - Edin Džeko (2017/Italien)[17]
  - Pierre-Emerick Aubameyang (2019/England)
  - Robert Lewandowski (2023/Spanien)
- Lothar Kobluhn erhielt seine Torjägerkanone erst mit 36 Jahren Verspätung. Der Torschützenkönig der Saison 1970/71 erhielt damals keine Trophäe, weil sein Verein Rot-Weiß Oberhausen in den Bundesliga-Skandal verwickelt war.[18]
- Lothar Kobluhn, Márek Mintal, Alex Meier und Mario Basler sind die einzigen Spieler, die nicht als Stürmer Torschützenkönig wurden.
- In den Jahren 2009 und 2010 wurden mit den Wolfsburgern Grafite und Edin Džeko erstmals zwei verschiedene Spieler des gleichen Vereins nacheinander Torschützenkönig. Džeko hatte 2009 schon den zweiten Platz belegt. Sie sind damit die bisher besten Torschützen eines Vereines. Das davor beste Duo waren Klaus Fischer und Rüdiger Abramczik vom FC Schalke 04, die in der Saison 1978/79 die Plätze 2 und 3 belegten.
- Bisher spielte kein Torschützenkönig bei einem Absteiger. Dem Abstieg am nächsten war Lothar Kobluhn, der in der Saison 1970/71 mit seinem Verein den 16. Platz belegte.
- Thomas Christiansen, Theofanis Gekas (beide VfL Bochum), Marek Mintál (1. FC Nürnberg) und Niclas Füllkrug (Werder Bremen) sind die bisher einzigen Torschützenkönige eines Aufsteigers.
- frühester Saisonzeitpunkt, zu welchem ein Spieler die Marke des Torschützenkönigs einer anderen Saison übertraf: nach nur 11 Spieltagen; entspricht 32,35 % einer kompletten Saison (Harry Kane übertraf mit 17 Toren 2023/24 die 16 Tore der Saison 2022/23 von Niclas Füllkrug (Werder Bremen) und Christopher Nkunku (RB Leipzig))[19]
  - egalisierte auch die Marken von:
    - Fredi Bobic: 17 Tore (VfB Stuttgart, 1995/96)
    - Thomas Allofs (1. FC Köln) und Roland Wohlfarth (FC Bayern): 17 Tore (1988/89)
- Harry Kane ist der Torschützenkönig mit den meisten Toren in der Debütsaison (36 Tore, 2023/24).[20]